# Lumefantrina
Lumefantrina, también llamado benflumetol, es un medicamento que se emplea en el tratamiento del paludismo. No se utiliza de forma aislada, sino asociado con artemeter formando una asociación de fármacos con dosis fijas, cada comprimido contiene por lo general 20 mg de artemeter y 120 mg de lumefantrina. Es uno de los medicamentos incluidos en la lista de Medicamentos esenciales de la Organización Mundial de la Salud. La asociación de artemeter con lumefantrina se emplea por vía oral en el tratamiento del paludismo causado por Plasmodium falciparum resistente a la cloroquina, no se utiliza como tratamiento preventivo.